# Trachylepis vato
Trachylepis vato es una especie de escincomorfos de la familia Scincidae.

## Distribución geográfica yhábitat
Es endémica de Madagascar. Su rango altitudinal oscila entre 0 y 1650 m s. n. m..